# Muevski Cove
Die Muevski Cove (englisch; bulgarisch залив Муевски saliw Muewski) ist eine 1 km breite Bucht an der Nordostküste von Smith Island im Archipel der Südlichen Shetlandinseln. Sie liegt südlich des Kap Smith, das sie von der nordwestlich liegenden Glozhene Cove trennt.
Bulgarische Wissenschaftler nahmen 2009 und 2017 Vermessungen der Bucht vor. Die bulgarische Kommission für Antarktische Geographische Namen benannte sie im Februar 2025 nach Radko Muewski, Kommandant des bulgarischen Forschungsschiffs Heiliger Kyrill und Method in der Saison 2024/25, der mit diesem die Bucht am 10. Januar 2025 besucht hatte.